# Chrabużna
Chrabużna (ukr. Храбузна, Chrabużna) – wieś na Ukrainie, w  obwodzie tarnopolskim, w rejonie tarnopolskim.
Do 2020 w rejonie zborowskim